# Номерні знаки Естонії
Код Естонії для міжнародного руху ТЗ — (EST).

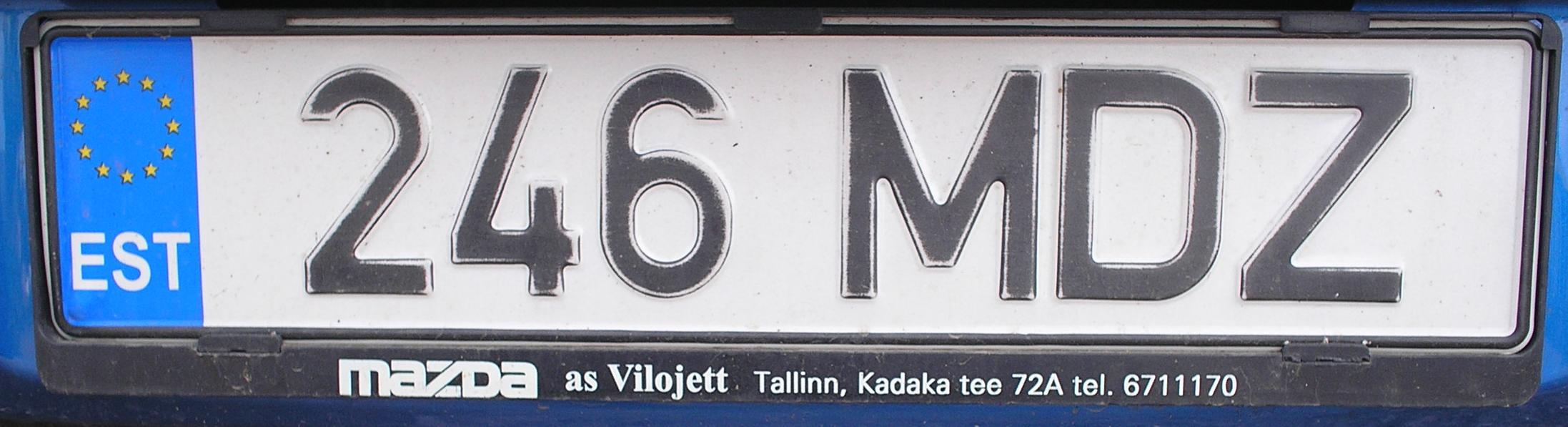
Регулярний номерний знак 2004

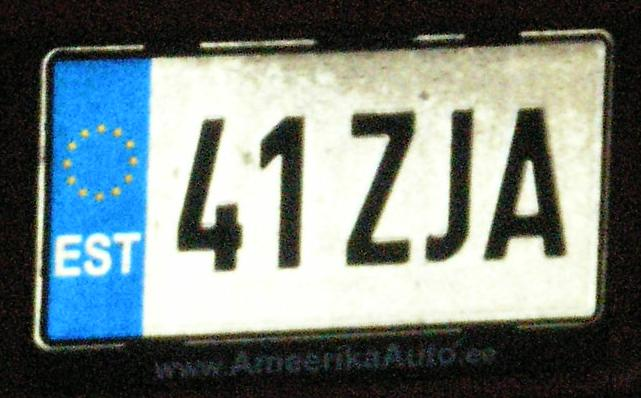
Вкорочений номерний знак 2004

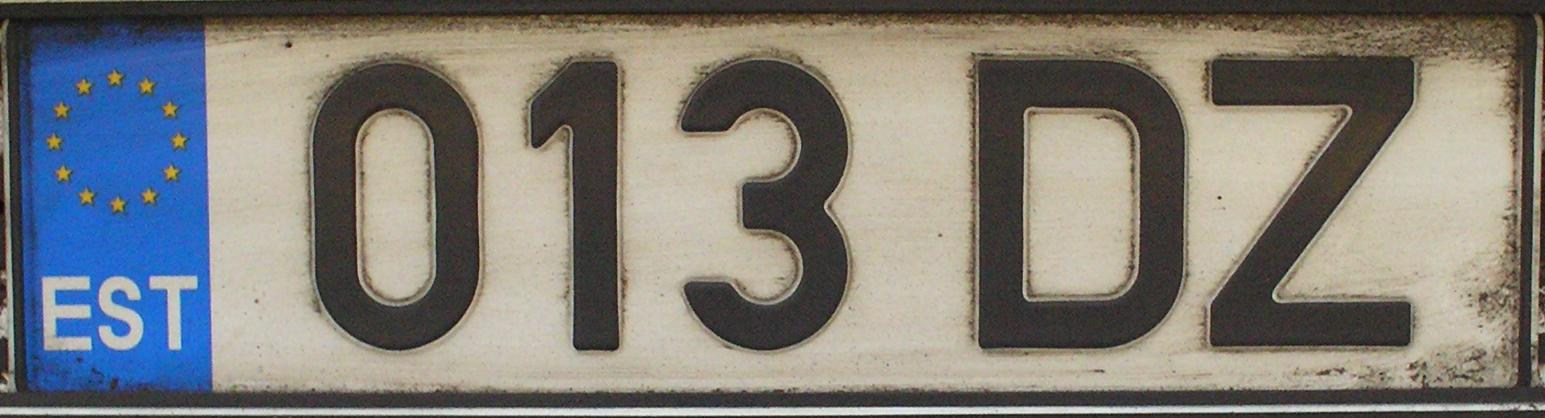
Номерний знак причепу 2004–2008

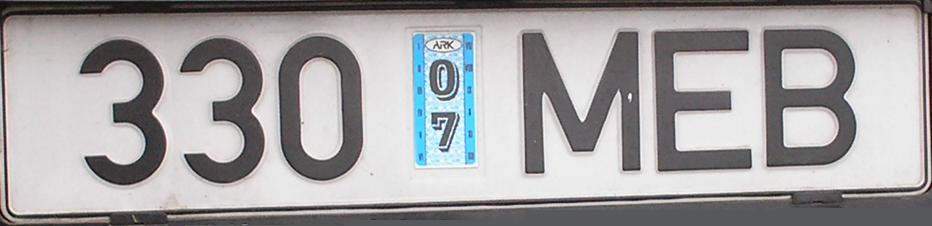
Регулярний номерний знак до 2004

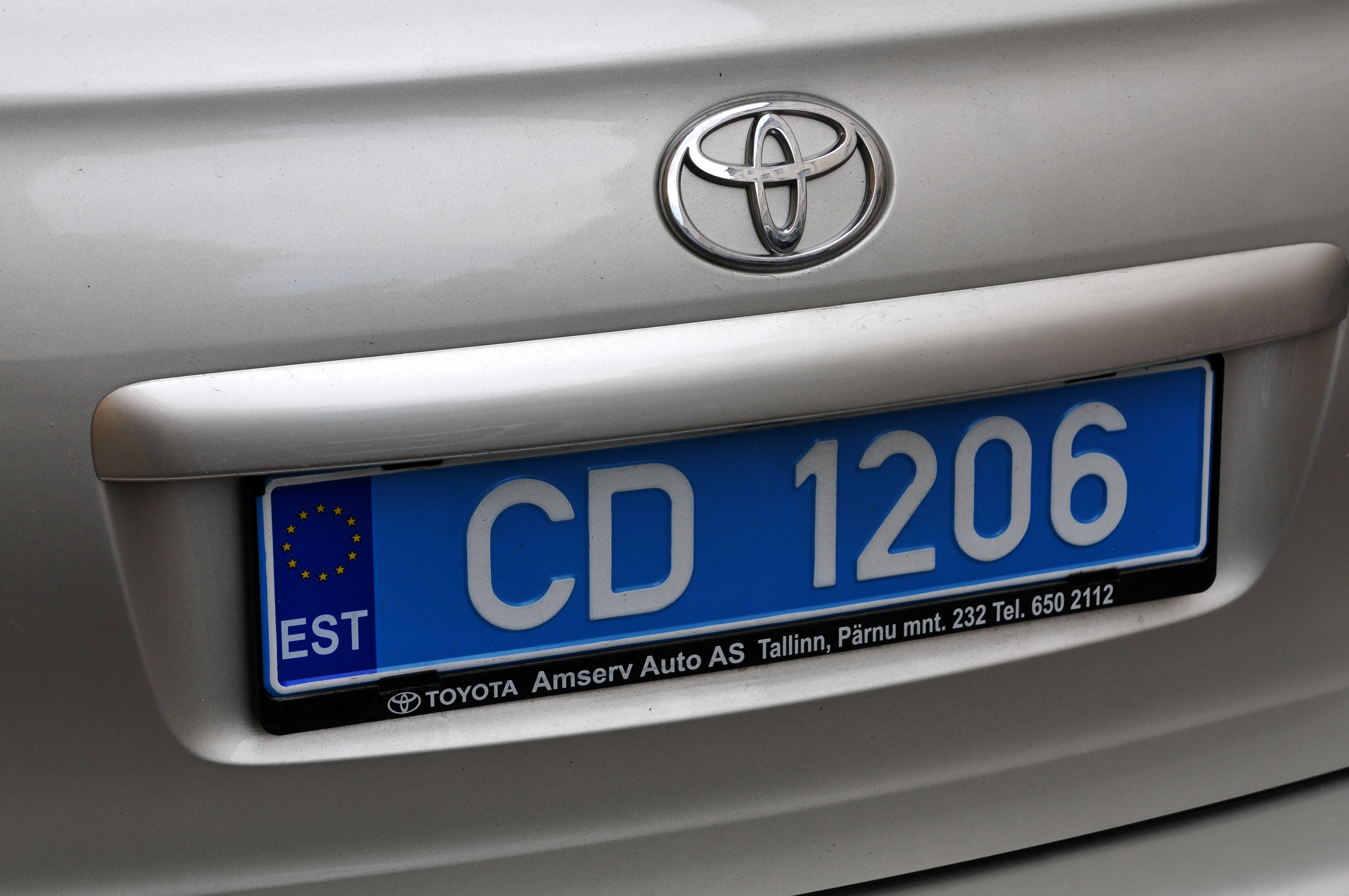
Дипломатичний номерний знак

Стандартні номерні знаки Естонії формату 123 АБВ було запроваджено у 1992 році. У цьому форматі 123 — номер, А — код регіону, БВ — серія.
В 2004 році номерні знаки було доповнено європейською символікою та кодом країни на синьому тлі.

## Регіональне кодування до 2004
- A — Таллінн
- B — Таллінн
- D — Вільяндімаа
- F — Пярнумаа
- G — Валгамаа
- H — Хіюмаа
- I — Іда-Вірумаа
- J — Йиґевамаа
- K — Сааремаа (Курессааре)
- L — Рапламаа
- M — Гар'юмаа
- N — Нарва
- O — Пилвамаа
- P — Ярвамаа (Пайде)
- R — Ляяне-Вірумаа (Раквере)
- S — Ляянемаа (Хаапсалу)
- T — Тартумаа
- V — Вирумаа

## Регіональне кодування після 2004р
В 2004 році переважну більшість регіональних кодів, крім М і Т, було скасовано. Всі інші регіони отримали талліннські коди А та В. Видані до 2004 року номерні знаки з регіональним кодуванням залишаються чинними.

## Інші формати регулярних номерних знаків
|  | Автомобілі зі специфічною формою номерних знаків: Для автомобілів з укороченими посадковими місцями для номерних знаків передбачено серію формату 12АБВ.     |
|  | Причепи: Номері знаки причепів мають формат 123 YHA, де 123 — номер, YH — покажчик причепу, А — серія.                                                       |
|  | Мотоцикли: Від 2004 року номерні знаки мотоциклів мають однорядковий стиль та формат 12АБ.                                                                   |
|  | Мопеди: В 2011 році мопеди отримали номерні знаки мотоциклетних розмірів формату 123А. Ці номерні знаки мають чорні символи на зеленому тлі.                 |
|  | Індивідуальні номерні знаки: Індивідуальні номерні знаки видаються на замовлення власника ТЗ і містять комбінації літер та цифр на його вибір.               |
|  | Тракторні номерні знаки: Номерні знаки для тракторів та причепів до них мають формат 1234АБ. Задні номерні знаки можуть виконуватися у дворядковому вигляді. |

## Спеціальні формати номерних знаків
|  | Військові номерні знаки: Військові номерні знаки мають чорне тло, білі символи та формат 123 EKA, де 123 — номер, ЕК — покажчик військового транспорту, А — серія. Формат номерних знаків для військових причепів має вигляд 123 ЕК                                                                   |
|  | Дипломатичний транспорт: Дипломатичний транспорт має номерні знаки блакитного кольору з білими символами форматів CMD123, CD1234, АТ1234 де літери — покажчик типу дипломатичного персоналу (CMD — голова дипломатичної місії, CD — дипломатичний персонал, АТ — аташе), 12 — код країни, 34 — номер. |
|  | Номерні знаки для іноземних громадян: Іноземним громадянам можуть видаватися номерні знаки формату 123ЕЕЕ. |
|  | Тимчасові номерні знаки: Номерні знаки мають формат АБ-1234, червоні символи на білому тлі. |
|  | Номерні знаки торговельних організацій: Тестові номерні знаки видаються торговельним організаціям для незареєстрованих ТЗ, що продаються. Такі знаки мають формат PROOV123, де PROOV — покажчик (у перекладі «ЗРАЗОК»), 123 — номер.                                                                  |
|  | Номерні знаки спортивних автомобілів: Автомобілі, що беруть участь у спортивних змаганнях мають номерні знаки червоного кольору з білими символами формату SP-1234, де SP — покажчик «СПОРТ», 1234 — номер.                                                                                           |
|  | Номерні знаки для ретромобілів та ретроциклів: Історична авто і мототехніка може отримати номерні знаки чорного кольору з білими символами формату А1234 — для автомобілів, М123 — для мотоциклів. |